# Fumito Ueda

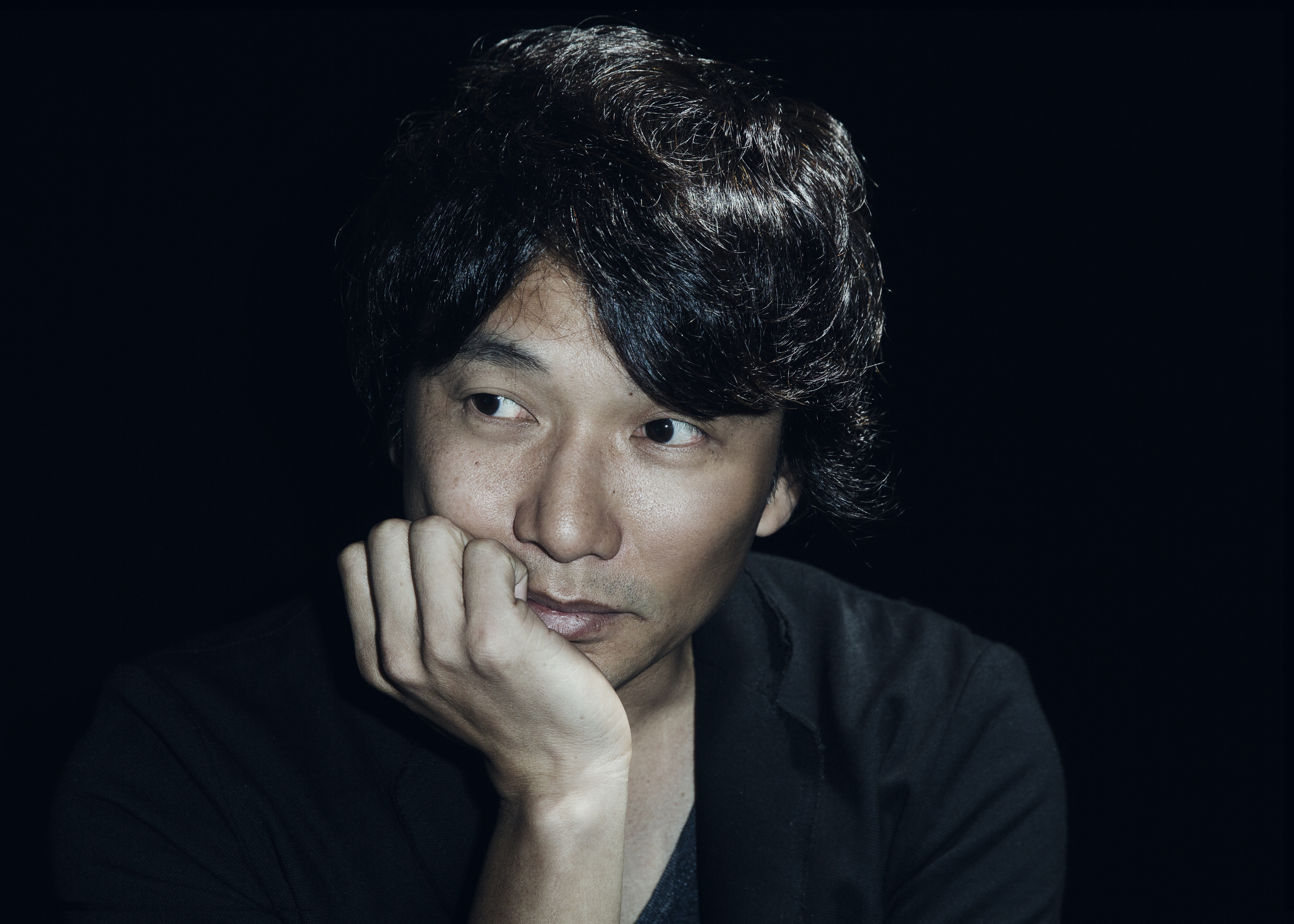
Fumito Ueda bei der E3 2016

Fumito Ueda (jap. 上田 文人 Ueda Fumito; * 16. September 1970 in Tatsuno, Präfektur Hyōgo) ist ein japanischer Game-Designer. Uedas bekannteste Werke sind die Computerspiele Ico (2001), Shadow of the Colossus (2005) und The Last Guardian (2016). Seine Spiele haben einen Kultstatus erreicht, die insbesondere durch minimalistische Handlung, stark in Szene gesetzte Umgebungen, ungesättigtes Licht, fiktionale Sprachen und kaum Dialoge bestechen. Des Öfteren wird er daher als „Computerspiel-Auteur“ bezeichnet.

## Frühe Jahre

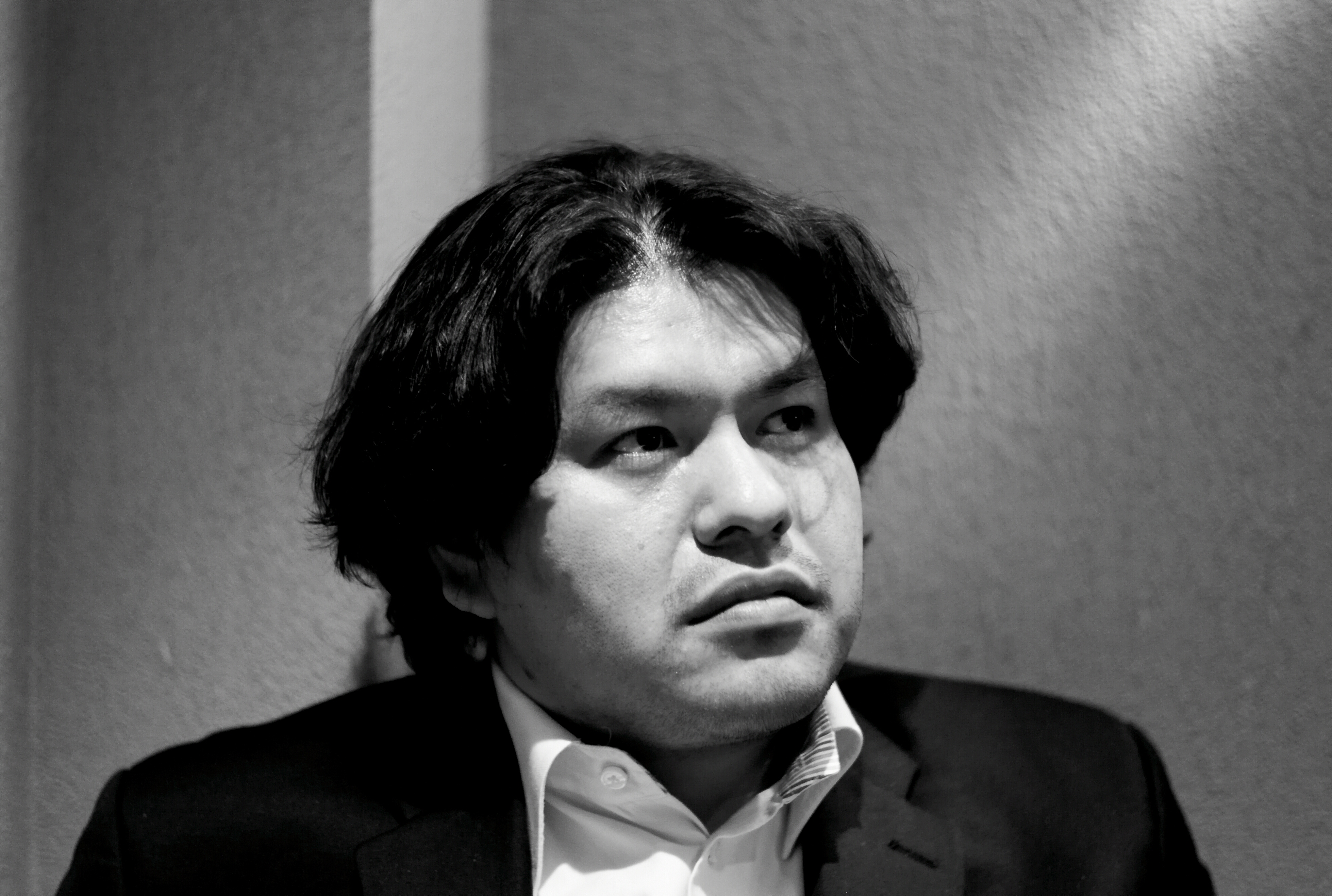
Unter Kenji Eno (Bild) arbeitete Fumito Ueda als Animator

Fumito Ueda wurde am 16. September 1970 in Tatsuno geboren. 1993 machte er seinen Abschluss an der Osaka University of Arts. Über zwei Jahre versuchte er seinen Lebensunterhalt als Künstler zu bestreiten, bevor er 1995 eine Karriere in der Computerspielindustrie anstrebte. Er schloss sich dem Spieleentwickler WARP an und arbeitete dort als Animator an den Spielen D no Shokutaku: Director’s Cut (1996) und Enemy Zero (1996), beide für den Sega Saturn vom Game-Designer Kenji Eno. Er beschrieb seine Zeit bei WARP als „anstrengend“, da das Spiel dem Zeitplan hinterher hing und alle Mitarbeiter am Projekt wesentlich mehr arbeiten mussten, um den Abgabetermin einzuhalten.

## 2000er: Sony

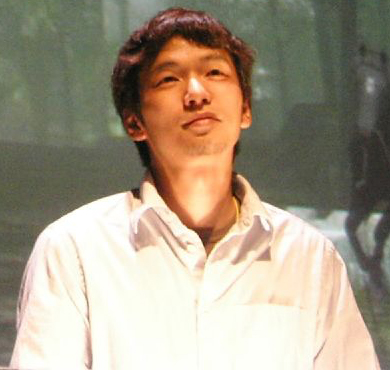
Fumito Ueda während seiner Sony-Zeit, 2005

1997 schloss sich Ueda Sony Computer Entertainment als First-Party Entwickler an. Er begann seine Arbeit an Ico in Sonys SIE Japan Studio. Nach der Veröffentlichung 2001 begannen Ueda und sein kleines Team, besser bekannt als Team Ico, an dem Computerspiel NICO, später Shadow of the Colossus benannt, zu arbeiten. Das Spiel erschien Ende 2005 für die PlayStation 2 und erhielt fast durchweg ausgezeichnete Kritiken. Es wird von vielen Kritikern als eines der besten Computerspiele aller Zeiten bezeichnet.
Im Februar 2007 berichtete Famitsu, dass Ueda und sein Team an einem neuen Spiel für die PlayStation 3 arbeiten. 2008 beschrieb Sony-Präsident Shūhei Yoshida in der Augustausgabe des offiziellen PlayStation Magazines, das Spiel als „sehr, sehr gut“. Yoshida merke zudem an, dass sowohl Ico, als auch Shadow of the Colossus, vier Jahre Entwicklungszeit benötigten. Ein Hinweis darauf, dass es bis zu einer Veröffentlichung noch etwas dauern würde. Bei der E3 2009 wurde das Spiel als The Last Guardian zum ersten Mal vorgestellt. Der erste Trailer deutete eine Verbindung von Ico und Shadow of the Colossus an, in dem ein Junge mit einer riesigen Kreatur versucht Rätsel zu lösen. Ueda bestätigte später eine Verbundenheit zwischen The Last Guardian und seinen beiden vorherigen Projekten.

## 2010er:The Last Guardianund weitere Projekte
Ueda verließ im Dezember 2011 Sony, der Projektvertrag für die Fertigstellung von The Last Guardian blieb jedoch bestehen. Nach vielen Jahren in der Entwicklungshölle wurde die Veröffentlichung des Spiels während der E3 2016 im Juni für den 25. Oktober 2016 bekanntgegeben. Der endgültige Termin wurde im September jedoch auf den 6. Dezember 2016 verschoben.
In einem Interview aus dem Jahr 2009 bekundete Ueda Interesse an der Entwicklung eines Ego-Shooters und nannte Half-Life 2 als Beispiel.

## Einflüsse und Stil
Ueda sagt selbst von sich, dass er in seiner Kindheit sehr neugierig und wissbegierig war: „Ich genoss das Fangen und Sammeln von lebenden Tieren, wie Fischen oder Vögeln. Ansonsten mochte ich Animationsfilme und deren Kreationen. Prinzipiell war ich an allem, was sich bewegte, interessiert.“ Sein Lieblingsfach in der Schule war Kunst. Ein Fach, das immer noch eine wichtige Rolle in Uedas Leben einnimmt: „Wäre ich nicht in der Computerspielindustrie, würde ich gerne ein klassischer Künstler sein. Ich sehe nicht nur Spiele als Kunst an, sondern all das, was etwas darstellt – seien es Filme, Romane oder Mangas.“
Uedas Spiele besitzen einen sehr charakteristischen Stil, den Ueda selbst als „Design durch Subtraktion“ beschreibt. Karge Landschaften, ungesättigte Beleuchtung und eine minimalistische Handlung geben seinen Spielen eine persönliche und markante Atmosphäre. Ueda stellt bei seinen Spielen zudem die Spielmechanik beim Kreationsprozess an erster Stelle, erst danach soll eine Geschichte das Werk komplettieren.
Im Jahr 2008 nannte IGN Ueda einen der besten Game-Designer aller Zeiten:

“Ueda’s knack for creating atmospheric puzzle playgrounds with mute or near-mute characters instills a sense of isolation, yet provides an endearing feeling of hope as the protagonists seek simply to find an exodus or redemption from their weather-worn, ornate prisons.”

„Uedas Gabe für die Erschaffung von stimmungsvollen Puzzlespielplätzen mit stummen oder fast stummen Figuren, flößt ein Gefühl von Isolation ein, liefert trotzdem ein liebenswertes Gefühl von Hoffnung, während die Protagonisten lediglich einen Exodus oder Erlösung, von ihren verwitterten, kunstvollen Gefängnissen, suchen.“

## Spiele
- D no Shokutaku: Director’s Cut (1996) – Animator[20]
- Enemy Zero (1996) – Animator
- Ico (2001) – Regisseur, Leitender Designer, Leitender Animator, Artdirector
- Shadow of the Colossus (2005) – Regisseur, Leitender Designer
- The Last Guardian (2016) – Regisseur, Leitender Designer, Produzent